# Hemiaspis signata
Hemiaspis signata là một loài rắn trong họ Rắn hổ. Loài này được Jan mô tả khoa học đầu tiên năm 1859.